# Carretera Federal 307
La Carretera Federal 307 es una ruta terrestre que comunica las ciudades mexicanas de Cancún y Chetumal. Tiene una longitud total de 366 km y es la última carretera numerada por el momento.

## Localidades
Quintana Roo
- Cancún
- Alfredo V. Bonfil
- Puerto Morelos
- Punta Maroma
- Playa del Carmen
- Paamul
- Tulum
- Cenote Azul
- Felipe Carrillo Puerto
- Andrés Quintana Roo
- Limones
- Bacalar
- Chetumal